# Bilohirsk
Bilohirsk o Belogorsk (en ucraniano: Білогірськ; en ruso: Белого́рск; en tártaro de Crimea: Qarasuvbazar) es una ciudad de Crimea. Es la ciudad administrativa y principal del Raión de Bilohirsk. 
La ciudad está situada en un eje comercial entre Simferópol y Kerch. Es un centro de exportación de frutas.

## Historia
La ciudad se llamó anteriormente Karassubazar ("Bazar a orillas del río Karassu"). Fue residencia de kanes de Crimea cuando fueron expulsados en 1736 de Bakhchisaray por los rusos. En esta ciudad murió Barbara Juliane von Krüdener en 1824.